# Into Glory Ride
| Críticas profissionais | Críticas profissionais |
| Avaliações da crítica  | Avaliações da crítica  |
| Fonte                  | Avaliação              |
| ---------------------- | ---------------------- |
| Sputnik                | 4.5 de 5 estrelas.     |
| Metal-Observer         | 4.5 de 5 estrelas.     |

Into Glory Ride é o segundo álbum de estúdio da banda estadunidense de heavy metal Manowar, lançado em 1983.
Em 2005, Into Glory Ride foi classificado na posição 444 do livro "The 500 Greatest Rock & Metal Albums of All Time" da revista Rock Hard.

## Faixas
Todas as músicas foram compostas por Joey DeMaio exceto "Secret of Steel" e "Gloves of Metal", por Ross The Boss e Joey DeMaio.
| N.º | Título                                     | Duração |  |
| 1.  | "Warlord"                                  | 4:13    |  |
| 2.  | "Secret of Steel"                          | 5:48    |  |
| 3.  | "Gloves of Metal"                          | 5:23    |  |
| 4.  | "Gates of Valhalla"                        | 7:11    |  |
| 5.  | "Hatred"                                   | 7:42    |  |
| 6.  | "Revelation (Death's Angel)"               | 6:28    |  |
| 7.  | "March for Revenge (By Soldiers of Death)" | 8:25    |  |

## Formação
- Eric Adams – vocal
- Joey DeMaio – baixo, guitarra, teclado e violão
- Ross The Boss – guitarra
- Scott Columbus – bateria e percussão